# Natalija Verboten
Natalija Verboten, slovenska pevka zabavne glasbe, * 12. december 1976, Slovenj Gradec.

## Življenjepis
Rodila se je v Slovenj Gradcu Jožici in Milanu Verbotnu. Prva leta je preživela v Srednjem Doliču pri Mislinji, nato pa so se z družino preselili v Velenje, kjer je živela do svojega 29. leta.
Glasbeno pot je začela v narodnozabavnih vodah. Najprej v Kvintetu Rokondo, nastopala je tudi z ansamblom Dan in noč, ki ga je vodil njen oče Milan Verboten. Od leta 1995 do 1998 je pela v koroškem ansamblu Rosa. V tem obdobju je začela delovati tudi kot solo izvajalka in leta 1996 izdala svoj prvi samostojni pop album Ko zaprem oči, ki je izšel pri založbi Zlati zvoki. Leto pozneje je začela sodelovati z uspešnim avtorskim dvojcem Vlašič in z njuno skladbo »Nekdo« tekmovala na Emi.
Jeseni 1998 je nastopila na festivalu Vesela jesen ter s pesmijo »Ne budi me« zmagala po izboru občinstva. To je bil njen prvi vidnejši nastop po odhodu iz ansambla Rosa, zato nekako velja za začetek njene resnično samostojne glasbene poti. Leta 2003 je po izboru občinstva zmagala na Slovenski popevki, in sicer s pesmijo »Na pol poti«. Na EMI 2004 je s skladbo »Cry on My Shoulder« v prvem krogu glasovanja prejela največ točk občinstva, vendar se zaradi glasov strokovne žirije, ki ji ni podelila nobene točke, ni uvrstila v superfinale.
Več let je bila voditeljica na Televiziji Slovenija (z njo je začela sodelovati l. 1998), kjer je vodila narodnozabavne oddaje Po domače, Vsakdanjik in praznik in Pri Jožovcu z Natalijo. 2016 je dobila tožbo proti RTV Slovenija zaradi kršitve avtorskih pravic. Višje sodišče v Ljubljani je namreč potrdilo, da je bil koncept oddaje Slovenski pozdrav, ki sta ga Verbotnova in njen mož pod imenom Hit parada posredovala RTV Slovenija v okviru javnega povabila, plod njunega intelektualnega dela.
Med njenimi večjimi uspešnicami so še pesmi »Rdeč ferrari«, »Zate na Triglav«, »Dva policaja«, »Obriši sline«, »Pozabi me«, »Spomni se« (v sodelovanju z Modrijani) ...
Leta 2018 je po večletnem premoru izdala novo skladbo »Del mojega srca« (izpod peresa Martina Štibernika in Karmen Stavec). Bila je žirantka v prvi sezoni šova Nova zvezda Slovenije (Planet TV).
Leta 2019 je osvojila naziv femme fatale leta – najbolj fatalne Slovenke leta.

## Nastopi na glasbenih festivalih
EMA
- 1997: Nekdo (Matjaž Vlašič - Urša Vlašič) – 12. mesto
- 2004: Cry on My Shoulder (Matjaž Vlašič - Urša Vlašič) – 4. mesto
- 2006: SOS (Matjaž Vlašič - Urša Vlašič) – 6. mesto

Festival narečnih popevk
- 1998: Ne budi me – nagrada za najbolj prisrčno izvajalko po izboru invalidov iz mariborske in okoliških občin

Slovenska popevka
- 2003: Na pol poti (Matjaž Vlašič - Urša Vlašič) – 1. mesto

## Diskografija
Albumi
- 1996: Ko zaprem oči
- 1998: Naj angeli te čuvajo
- 2000: Sonce iz srca
- 2001: Od jutra do noči
- 2003: Na pol poti
- 2005: Dva policaja in druge uspešnice
- 2008: Ko te zagrabi...

Naj angeli te čuvajo je bil prodan v zlati nakladi, Sonce iz srca pa v platinasti. Od jutra do noči je bil v 2 mesecih prodan v nakladi 10.000 izvodov, Na pol poti pa v 14 dneh v zlati nakladi.
Singli
- 2005: Dva policaja
- 2006: SOS

Radijski singli, videospoti oz. vidnejše pesmi
| Leto | Pesem                  | Videospot | Album                 | Opombe                                           |
| ---- | ---------------------- | --------- | --------------------- | ------------------------------------------------ |
| 1997 | Nekdo                  |           | Naj angeli te čuvajo  | EMA 1997                                         |
| 1998 | Ne budi me             | ✓         | Naj angeli te čuvajo  | Vesela jesen 1998                                |
|      | Ženska sem, veš!       | ✓         | Naj angeli te čuvajo  |                                                  |
|      | Rdeč ferari            | ✓         | Sonce iz srca         |                                                  |
|      | Lizika                 | ✓         | Od jutra do noči      |                                                  |
|      | Vroče ustnice          | ✓         | Od jutra do noči      |                                                  |
|      | Kot sveča v vetru      | ✓         | Od jutra do noči      | priredba pesmi »There You'll Be« Faith Hill      |
|      | Angel moj              |           | Od jutra do noči      | duet z Wernerjem                                 |
| 2003 | Na pol poti            |           | Na pol poti           | Slovenska popevka 2003                           |
| 2003 | Zate na Triglav        | ✓         | Na pol poti           |                                                  |
| 2004 | Cry on My Shoulder     |           | Ema04                 | EMA 2004                                         |
| 2004 | Še malo bližje         |           | Na pol poti           |                                                  |
| 2005 | Dva policaja           |           | Dva policaja (singel) |                                                  |
| 2005 | Hočeš nočeš            |           | Šank rock 25          | duet s Šank Rock; Viktorji 2005                  |
| 2006 | SOS                    |           | SOS (singel)          | EMA 2006                                         |
| 2007 | Obriši sline           | ✓         | Ko te zagrabi         |                                                  |
| 2007 | Pozabi me              | ✓         | Ko te zagrabi         |                                                  |
| 2008 | Ko te zagrabi          | ✓         | Ko te zagrabi         |                                                  |
| 2009 | Strup                  | ✓         | Nepremagljiva         | duet z Rebeko Dremelj                            |
| 2009 | Ma kje si ti           | ✓         | Nealbumski singel     |                                                  |
| 2009 | Spomni se              | ✓         | Modrijani z gosti     | duet z Modrijani                                 |
| 2010 | Ti edini               |           | Nealbumski singel     |                                                  |
| 2011 | Zapoj, Slovenija       | ✓         | Nealbumski singel     |                                                  |
| 2011 | Našla sva pot          |           | Nealbumski singel     | duet z zasedbo Štajerskih 7                      |
| 2012 | Knockout               | ✓         | Nealbumski singel     |                                                  |
| 2012 | Tvoja mama             | ✓         | Nealbumski singel     | duet z Domnom Kumrom                             |
| 2013 | Življenje gre naprej   |           | Nealbumski singel     |                                                  |
| 2013 | Bum tras bum           | ✓         | Nealbumski singel     |                                                  |
| 2014 | Če bi te srečala prej  |           | Nealbumski singel     | priredba pesmi »Nije nam vreme« Aleksandre Kovač |
| 2018 | Del mojega srca        | ✓         | Nealbumski singel     |                                                  |
| 2018 | Lepa na pogled         | ✓         | Nealbumski singel     |                                                  |
| 2019 | V srce                 | ✓         | Nealbumski singel     |                                                  |
| 2019 | Čaša vina (feat. Best) |           | Nealbumski singel     |                                                  |

## Zasebno življenje
Leta 2008 se je poročila z Dejanom Bojičem. 12. novembra 2010 se jima je rodil sin Max, drugi sin Oskar pa 9.marca 2015.